# فرودگاه تاگیگارائو
فرودگاه تاگیگارائو  (به انگلیسی: Tuguegarao Airport) (به زبان بومی: Paliparan ng Tuguegarao) یک فرودگاه همگانی مسافربری با کد یاتا TUG است که یک باند فرود بتن دارد و طول باند آن ۱۹۶۵ متر است. این فرودگاه در کشور فیلیپین قرار دارد و در ارتفاع ۲۱ متری از سطح دریا واقع شده است.

## شرکت‌های هواپیمایی و مقصدهای پروازی
| شرکت‌های هواپیمایی                      | مقصدهای پروازی                                    |
| -------------------------------------- | ------------------------------------------------- |
| سبو پسیفیک                             | نینوی آکوئینو                                     |
| Northsky Air                           | باسکو، ایتبایات, Maconacon پالانان                |
| فیلیپین ایرلاینز اجرا توسط PAL Express | نینوی آکوئینو                                     |
| Sky Pasada                             | باسکو, Maconacon پالانان                          |
| اسکای‌جت                                | چارتر: مکتان-کبو، فرانسیسکو بنگویی، نینوی آکوئینو |